# Kornelia Moskwa
Kornelia Moskwa est une joueuse de volley-ball polonaise née le 30 octobre 1996. Elle mesure 1,86 m et joue au poste de centrale. 

## Clubs
| Club                     | De        | À         |
| ------------------------ | --------- | --------- |
| KPKS Halemba Ruda Śląska |           | 2010-2011 |
| SMS PZPS Sosnowiec       | 2011-2012 | 2013-2014 |
| BKS Stal Bielsko-Biała   | 2014-2015 | 2019-2020 |
| Budowlani Łódź           | 2020-2021 | …         |

## Palmarès
- Championnat d'Europe des moins de 18 ans
  - Vainqueur : 2013.